# Microlinyphia delesserti
Microlinyphia delesserti är en spindelart som först beskrevs av Lodovico di Caporiacco 1949.  Microlinyphia delesserti ingår i släktet Microlinyphia och familjen täckvävarspindlar. Inga underarter finns listade i Catalogue of Life.